# Angeé Roučková
Angeé Roučková, vlastním jménem Klára Roučková, rodným jménem Klára Svobodová (* 12. dubna 1987 Praha) je tanečnice a choreografka. Účinkovala v TV show Tvoje tvář má známý hlas a vyučuje na Dance Academy Prague.
V šesti letech začala chodit na moderní gymnastiku a sportovní aerobik.
Ve 12 letech se po konkurzu dostala do Taneční skupiny Echo Praha, kde strávila 5 let, během kterých získala mnoho tanečních zkušeností. Jezdila po různých závodech a soutěžích. Poté působila v přípravce taneční skupiny IF pod vedením Leony Kvasnicové.
V roce 2005 se stala co-directorem taneční skupiny W8 Dance Crew.
Od roku 2006 byla členkou taneční skupiny Out of Bounds brazilsko-českého tanečníka Allana Lemaji.
V New Yorku v roce 2007–2008 jako mezinárodní student studovala na taneční škole Brodway Dance Center, kde se věnovala baletu, jazzu, moderně, hip-hopu, dancehallu, a dalším. Mezi její lektory patřili například Laurieann Gibson, Michele Assaf, Jared Grimes, Sheryl Murakami nebo Jermaine Browne, a další.
V roce 2008 založila projekt The Freakshow, ve kterém byla členem i choreografem. Tento projekt vyprodukoval její nynější styl „MTV style“, který učí. Od roku 2009 je součástí JAD Dance Company.
V roce 2011–2012 jako tanečnice doprovázela amerického zpěváka Kanye Westa na světovém turné.
V roce 2014 byla vybrána do hudebního projektu AquaBabes, kde společně s dalšími členkami nahrály písničku Neříkej mi baby, která byla na Youtube nejsledovanější za rok 2014.
Jako choreografka a tanečnice spolupracovala se spoustou zajímavých lidí – například Karel Gott, Victoria, Mista, Ben Cristovao, Vypsaná fixa, Tonya Graves, Phats and Small, Verona a podílela se na spoustě zajímavých projektů a eventů – opening pražského koncertu Pussycat Dolls, TV show T-Music Dance, spolupráce s DAMU, Český tučňák, Sensation White, Quixiano, KVIFF, Face of The Year, Show Jana Krause, NYE Hilton, Metropole Zličín fashion shows.
V pražském Studiu DVA dostala na starosti celou choreografii k muzikálu Funny Girl, v němž exceluje Monika Absolonová a Roman Zach. Muzikál měl premiéru 24. února 2017.